# Baronet

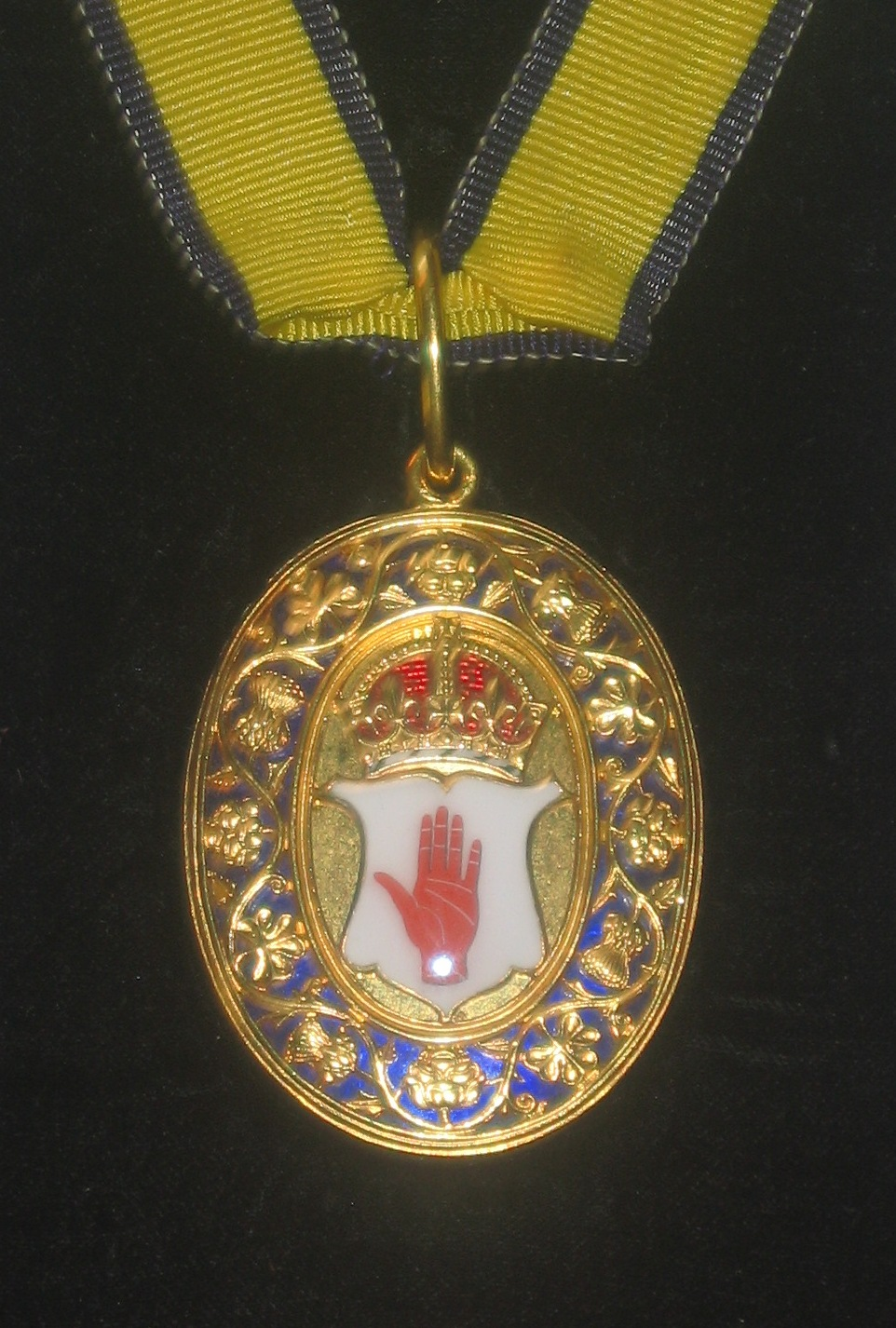
Medalia baronetului

Baronet (sau foarte rar forma feminină Baronetess) este un termen care desemnează în ierarhia nobiliară din Marea Britanie un titlu inferior sau o persoană care deține acest titlu. Nu trebuie confundat cu titlul de baron. Baroneții nu aparțin nobilimii propriu-zise, formând alături de cavaleri așa-zisa gentry, mica nobilime. Titlul se moștenește în general pe linie bărbătească. 